# 기예르모 에이사기레
기예르모 에이사기레 올모스(스페인어: Guillermo Eizaguirre Olmos; 1909년 5월 17일, 안달루시아 지방 세비야 ~ 1986년 10월 25일, 마드리드 지방 마드리드)는 스페인의 전 축구 골키퍼이자 감독이다.
그는 세비야 출신으로 1924년부터 1936년까지 세비야에서 활약하였고, 1935년부터 1936년까지 스페인 국가대표팀 경기에 3번 출전하였다. 그는 1948년부터 1956년까지 스페인 국가대표팀 감독을 맡아 1950년 FIFA 월드컵 본선 당시 지휘봉을 잡았다.
1986년 10월 25일, 그는 마드리드에서 영면했다.

## 수상
세비야
- 코파 델 프레시덴테: 1934–35